# Kelly Ripa
Kelly Maria Ripa (Stratford, 2 ottobre 1970) è un'attrice, doppiatrice, conduttrice televisiva e produttrice cinematografica statunitense.

## Biografia e carriera
Di origini italiane e irlandesi, Kelly Ripa fa il suo esordio cinematografico nel film La stanza di Marvin nel 1996 recitando con Meryl Streep, Robert De Niro, Diane Keaton (per il ruolo nominata all'Oscar) e l'astro nascente Leonardo DiCaprio.
Dal 1990 al 2002 conosce la popolarità televisiva grazie alla parte di Hayley nella soap La valle dei pini, ruolo che le valse 3 Soap Opera Digest Awards e 3 nomination all'Emmy come miglior attrice. Nel 2010 è tornata a interpretare il ruolo che aveva lasciato 8 anni prima.
La carriera di Kelly prosegue con la sitcom Hope & Faith, di cui è protagonista dal 2003 al 2006 insieme a Faith Ford.
Alla recitazione ha alternato la conduzione televisiva. Il suo programma più famoso è il talk show Live with... che ha condotto con vari partner tra cui Regis Philbin (padrone di casa del programma dal 1988). Dopo nove nomination come miglior conduttrice di Talk Show, vince l'Emmy Award nel 2012. In precedenza, nel 2006 aveva vinto il suo primo Emmy per lo speciale annuale Walt Disney World Christmas Day Parade.
È sposata dal 1996 con Mark Consuelos, conosciuto ne La valle dei pini, con cui ha avuto tre figli. Da febbraio 2023 lui la affianca in Live with....

## Filmografia

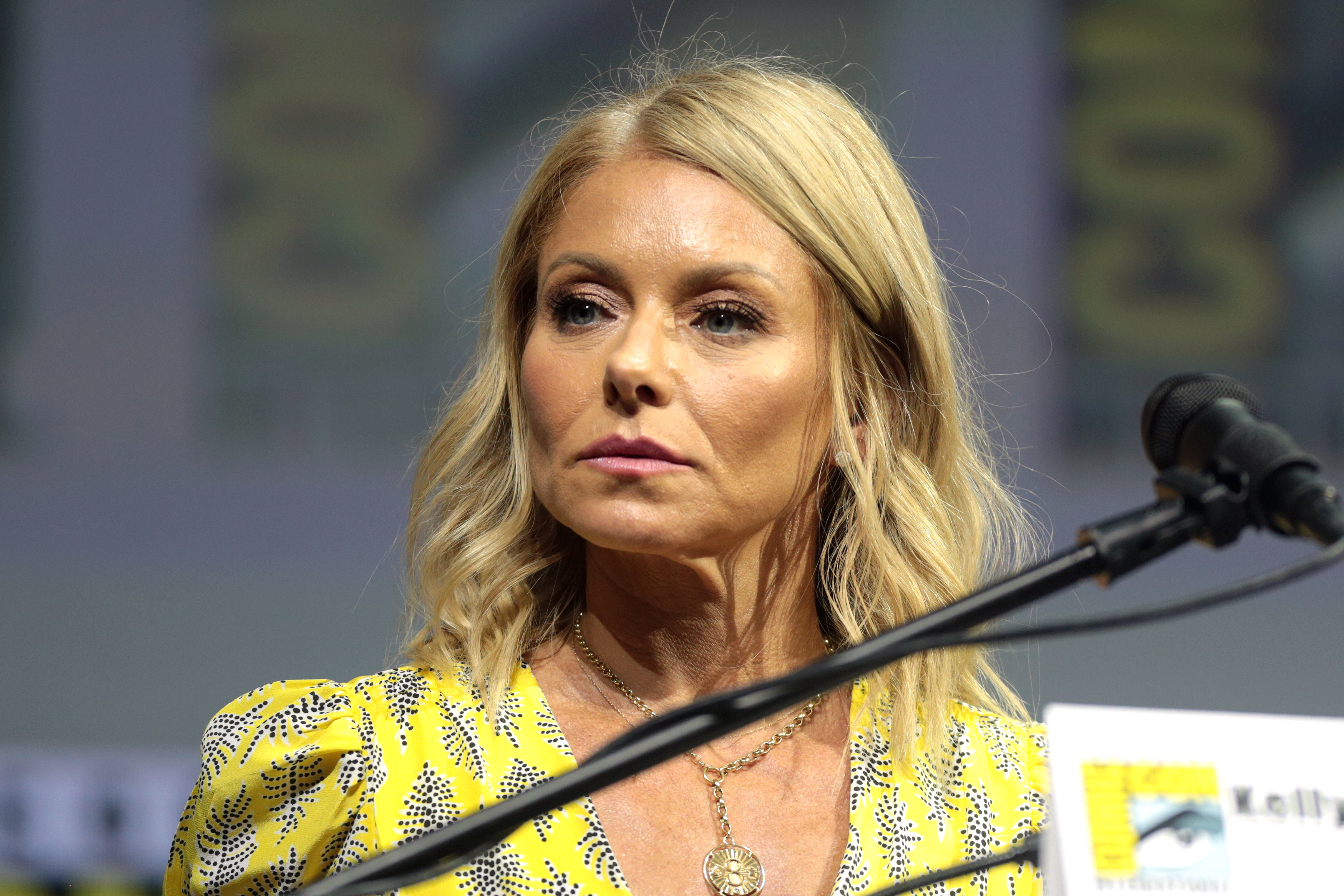
Kelly Ripa al SDCC 2018

### Cinema
- La stanza di Marvin (Marvin's Room), regia di Jerry Zaks (1996)
- Batman: Il mistero di Batwoman (Batman: Mystery of the Batwoman), regia di Curt Geda (2003) - voce
- Una scatenata dozzina (Cheaper by the Dozen), regia di Shawn Levy (2003)
- Kim Possible - Viaggio nel tempo (Kim Possible: A Sitch in Time), regia di Steve Loter (2003) - voce
- Delgo e il destino del mondo (Delgo), regia di Marc F. Adler (2008) - voce
- The Great Buck Howard, regia di Sean McGinly (2008)
- Fly Me to the Moon, regia di Ben Stassen (2008) - voce
- Sharknado 2 - A volte ripiovono (Sharknado 2: The Second One), regia di Anthony C. Ferrante (2014)

### Televisione
- La valle dei pini (All My Children) - serie TV, 166 episodi (1990-2010)
- Live with Kelly and Ryan - programma televisivo (2000-in corso) - conduttrice
- Ed - serie TV, 3 episodi (2002)
- I Griffin (Family Guy) - serie TV, episodio 3x21 (2002) - voce
- Hope & Faith - serie TV, 73 episodi (2003-2006)
- Missing (1-800-Missing) - serie TV, episodio 3x06 (2005)
- Una banda allo sbando (The Knights of Prosperity) - serie TV, episodio 1x09 (2007)
- Ugly Betty - serie TV, episodio 3x01 (2008) - cameo
- Brothers & Sisters - Segreti di famiglia (Brothers & Sisters) - serie TV, episodio 3x12 (2009)
- 30 Rock - serie TV, episodio 5x20 (2011)
- Hannah Montana - serie TV, episodio 4x12 (2011)
- Broad City - serie TV, episodio 2x09 (2015)
- Famous in Love - serie TV, episodio 2x09 (2018)
- American Housewife - serie TV, 4 episodi (2018-in corso)
- Riverdale - serie TV, episodio 3x11 (2019)

## Premi e riconoscimenti

### Emmy Awards
Vinti:
- Miglior conduttrice di un programma speciale per Walt Disney World Christmas Day Parade (2006)
- Miglior conduttrice di un talk show per Live With Regis and Kelly (2012)

Nomination:
- Miglior giovane attrice in una serie drammatica per La valle dei pini (1993)
- Miglior attrice non protagonista in una serie drammatica per La valle dei pini (1999)
- Miglior attrice non protagonista in una serie drammatica per La valle dei pini (2002)
- Miglior conduttrice di un talk show per Live With Regis and Kelly (2002)
- Miglior conduttrice di un talk show per Live With Regis and Kelly (2003)
- Miglior conduttrice di un talk show per Live With Regis and Kelly (2004)
- Miglior conduttrice di un programma speciale per Walt Disney World Christmas Day Parade (2005)
- Miglior conduttrice di un talk show per Live With Regis and Kelly (2005)
- Miglior conduttrice di un talk show per Live With Regis and Kelly (2006)
- Miglior conduttrice di un programma speciale per Walt Disney World Christmas Day Parade (2007)
- Miglior conduttrice di un talk show per Live With Regis and Kelly (2008)
- Miglior conduttrice di un programma speciale per Walt Disney World Christmas Day Parade (2008)
- Miglior conduttrice di un talk show per Live With Regis and Kelly (2009)
- Miglior conduttrice di un programma speciale per Walt Disney World Christmas Day Parade (2009)
- Miglior conduttrice di un talk show per Live With Regis and Kelly (2010)
- Miglior conduttrice di un talk show per Live With Regis and Kelly (2011)

### Soap Opera Digest Awards
Vinti:
- Miglior giovane attrice in una soap-opera per La valle dei pini (1996)
- Miglior storia d'amore (con Mark Consuelos) in una soap-opera per La valle dei pini (1998)
- Miglior giovane attrice in una soap-opera per La valle dei pini (2000)

Nomination:
- Miglior giovane attrice in una soap-opera per La valle dei pini (1993)
- Personaggio femminile dell'anno per La valle dei pini (1993)
- Miglior giovane attrice in una soap-opera per La valle dei pini (1994)